# این نیز می‌گذرد…
«این نیز می‌گذرد…» (انگلیسی: So It Goes...) ترانه‌ای از خواننده-ترانه‌سرای آمریکایی تیلور سوئیفت از ششمین آلبوم استودیویی او، اعتبار (۲۰۱۷)، است. سوئیفت این ترانه را با تهیه‌کنندگان مکس مارتین، شلبک و اسکار گورس نوشت. «این نیز می‌گذرد…» ترکیبی از موسیقی ترپ، ئی‌دی‌ام و سینث-پاپ است که آسیب‌پذیری راوی را در برابر معشوق به تصویر می‌کشد. برخی از منتقدان بر ماهیت جنسی اشعار تأکید داشتند، در حالی که برخی ترانه را غیرقابل توجه دانستند. سوئیفت گهگاه طی بخش آکوستیک تور استادیومی اعتبار در سال ۲۰۱۸ این قطعه را اجرا می‌کرد.